# Залезът на боговете
 Тази статия е за операта на Рихард Вагнер.  За книгата на Фридрих Ницше вижте Залезът на кумирите.  За филма на Лукино Висконти вижте Залезът на боговете (филм, 1969).
„Залезът на боговете“ (на немски: Götterdämmerung) е опера на германския композитор Рихард Вагнер, поставена за пръв път на 17 август 1876 година в Байройт.
Тя е последната от четирите части на цикъла „Пръстенът на нибелунга“, като композирането ѝ започва през 1869 година. В центъра на сюжета е историята на героя Зигфрид и краят на ерата на боговете и героите.